# Ponte Okryu
Il ponte Okryu, chiamato anche ponte Ongnyu, è un ponte nordcoreano che attraversa il fiume Taedong, a Pyongyang. La sua costruzione ebbe inizio nel marzo 1958 e fu inaugurato nell'agosto 1960.
Collega il distretto di Chung-guyok, situato sulla riva ovest del Taedong, al distretto di Taedonggang-guyok sulla riva est. Non molto distante dalla Torre juche, il ponte è diventato col tempo uno dei simboli della capitale ed è usato più volte dalla propaganda al fine di rappresentare l'ingegno dell'architettura nordcoreana. Un altro fattore che rende ancora più conosciuto il ponte Okryu è il fatto che il ristorante Okryugwan, il più famoso di tutto il paese, si trova proprio sul lato ovest vicino a quest'ultimo.

## Caratteristiche
Il ponte Ongryu è un ponte a trave scatolare costruito in calcestruzzo armato precompresso ed è lungo circa 700 metri e largo 28,5 metri. Possiede quattro corsie per le automobili.

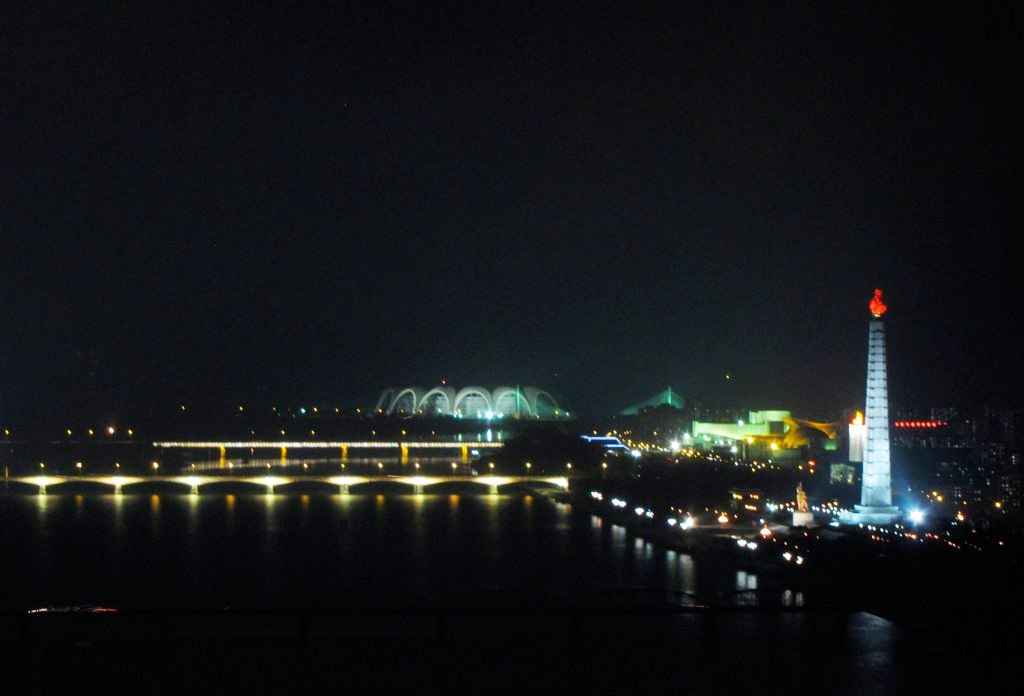
Il ponte Ongryu (al centro) di notte, con la torre Juche visibile alla sua destra